# Villiers-en-Plaine
Villiers-en-Plaine è un comune francese di 1 693 abitanti situato nel dipartimento delle Deux-Sèvres nella regione della Nuova Aquitania.

## Società

### Evoluzione demografica
Abitanti censiti